# Cuboargirita
La cuboargirita és un mineral de la classe dels sulfurs. El nom al·ludeix la relació polimòrfica amb la miargirita.

## Característiques
La cuboargirita és una sulfosal de fórmula química AgSbS₂. Cristal·litza en el sistema isomètric. La seva duresa a l'escala de Mohs és 3. És una espècie polimorfa amb la baumstarkita i la miargirita.
Segons la classificació de Nickel-Strunz, la cuboargirita pertany a «02.JA: Sulfosals de l'arquetip PbS, derivats de la galena amb poc o gens de Pb» juntament amb els següents minerals: benjaminita, borodaevita, cupropavonita, kitaibelita, livingstonita, makovickyita, mummeïta, pavonita, grumiplucita, mozgovaïta, cupromakovickyita, kudriavita, cupromakopavonita, dantopaïta, cuprobismutita, hodrušita, padĕraïta, pizgrischita, kupčikita, schapbachita, bohdanowiczita, matildita i volynskita.

## Formació i jaciments
Va ser descoberta a la mina Bergmannstrost, situada al districte de Baberast, a Haslach, Selva Negra (Baden-Württemberg, Alemanya). Es tracta de l'únic indret de tot el planeta on ha estat descrita aquesta espècie mineral.